# Liste des évêques et archevêques de San Juan de Puerto Rico
Cette liste recense les évêques qui se sont succédé sur le siège épiscopal de San Juan à Porto Rico depuis sa création le 8 août 1511. Ce qui fait qu'il est l'un des trois premiers diocèses créés en Amérique, avec celui de Saint-Domingue et de La Vega. Il est élevé au rang d'archidiocèse métropolitain le 30 avril 1960 sous le nom d'archidiocèse de San Juan de Puerto Rico.

## Évêques
- Alonso Manso (en) (1511-1539)
- Rodrigo de Bastidas y Rodriguez de Romera (en) (1541-1567)
- Francisco Andrés de Carvajal (en), O.F.M (1568-1570) nommé archevêque de Saint-Domingue
- Manuel de Mercado Aldrete (en), O.S.H (1570-1576) nommé évêque de Panama
- Diego de Salamanca Polanco (en), O.S.A (1576-1587)
- Nicolás de Ramos y Santos (en), O.F.M (1588-1592) nommé archevêque de Saint-Domingue
- Antonio Calderón de León (en) (1593-1598) nommé évêque de Panama
  - Sede vacante (1598-1600)
- Martín Vasquez de Arce (en), O.P (1600-1609) 
  - Sede vacante (1609-1611)
- Francisco Diaz de Cabrera y Córdoba (en), O.P (1611-1614) nommé évêque du diocèse de Trujillo
- Pedro de Solier y Vargas (en), O.S.A (1614-1619) nommé archevêque de Saint-Domingue
- Bernardo de Balbuena (1620-1627)
  - Sede vacante (1627-1631)
- Juan López de Agurto de la Mata (en), (1631-1634) nommé évêque de Coro
- Juan Alonso de Solis y Mendoza (en) O.Carm (1635-1641)
  - Sede vacante (1641-1643)
- Juan Damián López de Haro (en), O.SS.T (1643-1648)
- Hernando de Lobo Castrillo (en), O.Carm (1649-1651)
- Francisco Naranjo (en), O.P (1652-1655)
- Juan Francisco Arnaldo Isasi (en) (1656-1661)
- Benito de Rivas (en), O.S.B (1663-1668) 
  - Sede vacante (1668-1670)
- Bartolomé Garcia de Escañuela (en), O.F.M (1670-1676) nommé évêque de Durango
- Juan de Santiago y León Garabito (en), (1676-1677) nommé évêque de Guadalajara
- Marcos de Sobremonte (en) (1677-1681)
  - Sede vacante (1681-1683)
- Juan Francisco de Padilla y San Martín (en) O.de M (1683-1699) nommé évêque de Santa Cruz de la Sierra
- Jerónimo Nosti de Valdés, O.S.Bas (1704-1705) nommé évêque de Santiago di Cuba
- Pedro de la Concepción Urtiaga y Salazar, O.F.M (1707-1715)
- Fernando de Valdivia y Mendoza, O.S.A (1718-1725)
- Sebastián Lorenzo Pizarro, O.S.Bas (1727-1736)
- Francisco Pérez Lozano, O.S.Bas (1738-1743)
- Francisco Placido de Bejar, O.S.Bas (1743-1745)
- Francisco Julián de Antolino (1748-1752) nommé évêque de Caracas
  - Sede vacante (1752-1756)
- Pedro Martínez de Oneca (1756-1760)
- Mariano Martí (1761-1770) nommé évêque de Caracas
- Manuel Jiménez Pérez, O.S.B (1771-1781)
  - Sede vacante (1781-1784)
- Felipe José de Tres-Palacios y Verdeja (es) (1784-1789) nommé évêque de La Havane
- Francisco de Cuerda (1790-1795)
- Juan Bautista de Zengotita Bengoa (en) O. de M (1795-1802)
- Juan Alejo de Arizmendi (en) (1803-1814) 1er évêque portoricain
- Mariano Rodríguez de Olmedo (1815-1824) nommé archevêque de Santiago de Cuba
- Pedro Gutiérrez de Cos (es) (1826-1833)
- Francisco Fleix Soláus (1846-1846) nommé évêque de La Havane
- Francisco de La Puente, O.P (1846-1848) nommé évêque de Ségovie
- Gil Estévez y Tomás (1848-1854) nommé évêque de Tarazona
  - Sede vacante (1854-1857)
- Pablo Benigno Carrión de Málaga, O.F.M.Cap (1857-1871)
  - Sede vacante (1871-1874)
- Juan Antonio Puig y Montserrat, O.F.M (1874-1894)
- Toribio Minguella (es), O.A.R (1894-1898) nommé évêque de Sigüenza
- Francisco Javier Valdés y Noriega, O.S.A (1898-1899)
- James Hubert Blenk, S.M (1899-1906) nommé archevêque de La Nouvelle-Orléans
- William Ambrose Jones (en), O.S.A (1907-1921)
- George Joseph Caruana (en) (1921-1925) nommé délégué apostolique au Mexique et aux Antilles
  - Sede vacante (1925-1929)
- Edwin Byrne (en) (1929-1943) nommé archevêque de Santa Fe
- James Peter Davis (en) (1943-1960) devient le 1er archevêque de Puerto Rico

## Archevêques
- James Peter Davis (1960-1964) nommé archevêque de Santa Fe
- Luis Aponte Martínez (1964-1999)
- Roberto González Nieves (en) O.F.M, (1999- )

## Sources
- (en) « Episcopology of Porto Rico », sur jstor.org (consulté le 16 avril 2023)
- (en) « Archdiocese of San Juan de Puerto Rico : Past and Present Ordinaries », sur catholic-hierarchy.org (consulté le 16 avril 2023)